# Blitz (filme de 2024)
Blitz é um filme de drama de guerra histórico filme escrito, produzido e dirigido por Steve McQueen. O filme é estrelado por Saoirse Ronan e Elliot Heffernan (em sua estreia no cinema), apoiado por Harris Dickinson, Benjamin Clementine, Kathy Burke, Paul Weller e Stephen Graham.
Blitz teve sua estreia mundial como o filme de abertura no Festival de Cinema de Londres em 9 de outubro de 2024, e foi lançado em cinemas selecionados no Reino Unido e nos Estados Unidos em 1 de novembro de 2024, seguido por um lançamento em streaming na Apple TV+ em 22 de novembro de 2024. O filme recebeu críticas geralmente positivas dos críticos.

## Premissa
Em Londres durante a Segunda Guerra Mundial, quando um menino é enviado para evacuar a cidade em meio à Blitz, ele, em vez disso, vai desafiadoramente em uma aventura para voltar para sua mãe, apenas para se encontrar em imenso perigo de uma sucessão de personagens Dickensianos.

## Elenco
- Elliott Heffernan como George Hanway
- Saoirse Ronan as Rita
- Harris Dickinson como Jack
- Benjamin Clementine como Ife
- Kathy Burke como Beryl
- Paul Weller como Gerald
- Stephen Graham como Albert
- Leigh Gill como Mickey Davies
- Mica Ricketts como Jess
- CJ Beckford como Marcus
- Alex Jennings como Victor Smythe
- Joshua McGuire como Clive
- Hayley Squires como Tilda
- Erin Kellyman como Doris
- Sally Messham como Agnes
- Devon McKenzie-Smith como Ken "Snakehips" Johnson
- Celeste como Anita Sinclair
- Peter Rogers como motorista de ônibus

## Produção

### Desenvolvimento
Em outubro de 2021, foi anunciado que McQueen escreveria, dirigiria e produziria um novo longa-metragem intitulado Blitz para New Regency, com Lammas Park produzindo ao lado de Tim Bevan e Eric Fellner de Working Title Films. Em março de 2022, McQueen confirmou que seu próximo projeto seria sobre Londres durante a Blitz da Segunda Guerra Mundial e que ele havia discutido isso com Anne, a Princesa Real quando ela lhe concedeu seu título de cavaleiro no Castelo de Windsor. Em junho de 2022, foi anunciado que a Apple TV+ havia adquirido os direitos de distribuição. Os produtores são Arnon Milchan, Yariv Milchan e Michael Schaefer, da New Regency.

### Seleção de elenco
Em setembro de 2022, foi anunciado que Saoirse Ronan lideraria o elenco e Adam Stockhausen lideraria o design de produção. Em dezembro de 2022, Harris Dickinson, Erin Kellyman, Stephen Graham e Kathy Burke foram adicionados ao elenco, junto com o cantor e compositor Paul Weller em sua estreia como ator. Mais tarde naquele mês, Benjamin Clementine, Leigh Gill, Mica Ricketts, CJ Beckford, Hayley Squires e Sally Messham foram anunciados no elenco.

### Filmagens
As gravações começaram em Londres em novembro de 2022. Warner Bros. Studios, Leavesden foi usado como estúdio. Em janeiro de 2023, as filmagens ocorreram perto da Estação Waterloo. Mais tarde naquele mês, equipes de efeitos especiais simularam bombas atingindo a água no Rio Tâmisa em Wapping. As filmagens também ocorreram no bairro londrino de Greenwich. Em fevereiro de 2023, foi relatado que a produção havia se mudado para a cidade velha de Hull, com um cronograma de filmagem de duas semanas.

### Trilha Sonora
“A ideia por trás da coisa toda é a história de uma criança que está tentando passar pela Londres devastada pela guerra, que tem sido bombardeada o tempo todo, e tentando encontrar sua mãe novamente. O que eu queria fazer é, eu queria que os adultos - você, eu, os adultos - sentissem o mesmo tipo de dissociação, estarem completamente perdidos no mundo, sendo ilógicos, não sabendo como chegar lá, não sabendo como chegar em casa, não sabendo como encontrar um lar, e tendo aquele horror, aquele medo de que você nunca mais a encontrará novamente; o horror dessas bombas enormes caindo. Então, a única maneira que eu conseguia pensar em fazer isso era escrever música que era tão brutal e absolutamente violenta.” - Hans Zimmer
Enquanto Hans Zimmer já se aventurou musicalmente na Segunda Guerra Mundial com filmes como ‘’Dunkirk’’ e ‘’Pearl Harbor’’, trabalhar em ‘’Blitz’’ lhe permitiu olhar para a época, e uma faceta de sua própria história familiar, de uma nova maneira. Zimmer revelou qu sua mãe tinha sido “uma refugiada na Inglaterra durante a Segunda Guerra Mundial, e Steve McQueen me deu uma direção. Ele disse ‘Depois de assistir a este filme, você entenderá melhor sua mãe’”, durante um evento Deadline Sound & Screen. A história levou Zimmer a criar uma pontuação para refletir o caos implacável e a brutalidade da blitz: “Esta pontuação é horrenda”, disse ele. "É uma pontuação absolutamente horrível, é tão dissonante, está tão comprometida com essa atonalidade."

## Lançamento
Blitz estreou como o filme de abertura no Festival de Cinema de Londres realizado no Royal Festival Hall em 9 de outubro de 2024. Este foi o terceiro esforço de direção de McQueen para fazê-lo depois de Widows de 2018 e Mangrove de 2020, que fazia parte de sua Small Axe série de antologia. O filme foi então lançado em cinemas selecionados nos EUA e no Reino Unido em 1º de novembro de 2024, antes de ser transmitido na Apple TV+ a partir de 22 de novembro.

## Recepção

### Resposta dos críticos
No site agregador de críticas Rotten Tomatoes, 81% das 179 resenhas dos críticos são positivas, com uma classificação média de 7/10. O consenso do site diz: "Um conto surpreendentemente antiquado de sobrevivência do diretor Steve McQueen, '-Blitz's exame da sociedade britânica em tempo de guerra recebe um coração batendo pelas adoráveis performances de Elliott Heffernan e Saoirse Ronan." O Metacritic, que usa uma média ponderada, atribuiu ao filme uma pontuação de 71 em 100, baseado em 53 críticos, indicando críticas "geralmente favoráveis". Escrevendo para o The Guardian, Peter Bradshaw deu ao filme em três de cinco estrelas, e o descreveu como uma "aventura de guerra bem feita e descaradamente antiquada, sincera e emocionante e - sim - um pouco tradicional no geral”, e disse que era "um filme sobre a blitz de 1940 que tenta reafirmar as imagens aceitas, as filmagens dramáticas e as ideias familiares, mas também absorve abordagens revisionistas".
Leonard Maltin, avaliando Blitz para seu próprio blog, descreveu-o como "poderoso e um tanto desarmante" e "um dos melhores filmes do ano”. No entanto, no Chicago Reader", crítico Kylie Bolter, enquanto elogiava a trilha sonora, a cinematografia e algumas das performances, disse que o filme não "parece completo ou único". Peter Travers, para a ABC News, resumiu ‘’Blitz’’ como “um filme indiscutivelmente bom”, mas concluiu que, apesar de “todos os elementos [estarem] no lugar para algo extraordinário”, ele “erra o alvo”. Os críticos também elogiaram as imagens "impressionantemente capturadas" de Yorick Le Saux por sua "beleza forte".

### Prêmios e Indicações
| Prêmio/Festival                                 | Data da cerimônia       | Categoria                                                                        | Indicado                                                         | Resultado |               |
| ----------------------------------------------- | ----------------------- | -------------------------------------------------------------------------------- | ---------------------------------------------------------------- | --------- | ------------- |
| Montclair Film Festival                         | 27 de outubro de 2024   | Prêmio de Diretor Visionário                                                     | Steve McQueen                                                    | Honrado   | [ 20 ] [ 21 ] |
| Hollywood Music in Media Awards                 | 20 de novembro de 2024  | Melhor Canção Original – Longa-metragem                                          | "Winter Coat" – Nicholas Britell, Steve McQueen & Taura Stinson  | Indicado  | [ 22 ]        |
| Hollywood Music in Media Awards                 | 20 de novembro de 2024  | Trilha Sonora Original – Longa-metragem                                          | Hans Zimmer                                                      | Indicado  | [ 22 ]        |
| Hollywood Music in Media Awards                 | 20 de novembro de 2024  | Música – Performance Na Tela (Programa de TV/Série Limitada)                     | "Winter Coat" – Saoirse Ronan                                    | Indicado  | [ 22 ]        |
| Camerimage                                      | 23 de novembro de 2024  | Prêmio Especial de Melhor Diretor                                                | Steve McQueen                                                    | Venceu    | [ 23 ] [ 24 ] |
| Camerimage                                      | 23 de novembro de 2024  | Golden Frog                                                                      | Yorick Le Saux                                                   | Indicado  | [ 23 ] [ 24 ] |
| Winter IndieWire Honors                         | 5 de dezembro de 2024   | Wavelength Award                                                                 | Steve McQueen e Adam Stockhausen                                 | Venceu    | [ 25 ]        |
| Associação de Críticos de Cinema de Los Angeles | 8 de dezembro de 2024   | Melhor Design de Produção                                                        | Adam Stockhausen                                                 | Indicado  | [ 26 ]        |
| Washington D.C. Area Film Critics Association   | 8 de dezembro de 2024   | Melhor Performance Jovem                                                         | Elliott Heffernan                                                | Venceu    | [ 27 ]        |
| Washington D.C. Area Film Critics Association   | 8 de dezembro de 2024   | Melhor Trilha Sonora Original                                                    | Hans Zimmer                                                      | Indicado  | [ 27 ]        |
| Celebration of Cinema and Television            | 9 de janeiro de 2024    | Prêmio Diretor                                                                   | Steve McQueen                                                    | Venceu    | [ 28 ]        |
| Prêmios Satellite                               | 26 de janeiro de 2025   | Melhor Figurino                                                                  | Jacqueline Durran                                                | Indicado  | [ 29 ]        |
| Prêmios Satellite                               | 26 de janeiro de 2025   | Melhor Canção Original                                                           | "Winter Coat" – Nicholas Britell, Steve McQueen e Taura Stinson  | Indicado  | [ 29 ]        |
| Prêmios Critics' Choice Movie                   | 7 de fevereiro de 2025  | Melhor Jovem Ator/Atriz                                                          | Elliott Heffernan                                                | Pendente  | [ 30 ]        |
| Black Reel Awards                               | 10 de fevereiro de 2025 | Diretor de destaque                                                              | Steve McQueen                                                    | Pendente  | [ 31 ]        |
| Black Reel Awards                               | 10 de fevereiro de 2025 | Melhor Estreante                                                                 | Elliott Heffernan                                                | Pendente  | [ 31 ]        |
| Black Reel Awards                               | 10 de fevereiro de 2025 | Melhor Roteiro                                                                   | Steve McQueen                                                    | Pendente  | [ 31 ]        |
| Society of Composers & Lyricists                | 12 de fevereiro de 2025 | Melhor Canção Original para uma Produção de Mídia Visual Dramática ou Documental | "Winter Coat" – Nicholas Britell, Steve McQueen, e Taura Stinson | Pendente  | [ 32 ]        |
| Artios Awards                                   | 12 de fevereiro de 2025 | Melhor Casting - Grande Recurso de Orçamento (Drama)                             | Nina Gold, Lucy Amos                                             | Pendente  | [ 33 ]        |